# Vasili Berezutski
Vasili Vladímirovich Berezutski (en ruso: Василий Владимирович Березуцкий; Moscú, Unión Soviética, 20 de junio de 1982) es un exfutbolista y entrenador ruso. Jugaba de defensa y su último equipo fue el P. F. C. CSKA Moscú. Es hermano gemelo de Alekséi.

## Trayectoria

### Como jugador
Berezutski empezó su carrera profesional en el Torpedo-ZIL, actual FC Moscú, equipo que le fichó junto con su hermano gemelo Alekséi Berezutski.
En 2001 se marchó a jugar al CSKA de Moscú, un año antes de que también lo hiciera su hermano. En su primera temporada ganó una Copa de Rusia, y en la siguiente conquistó el título de Liga. En la temporada 2004-05 su equipo realizó un gran año y se proclamó campeón de la Copa de la UEFA (al ganar en la final al Sporting de Lisboa por un gol a tres), de la Copa de Rusia y de la Liga. Al año siguiente consiguió un triplete (Liga, Copa y Supercopa).

### Como entrenador
El 25 de noviembre de 2024, tras varios años como entrenador asistente en el Vitesse Arnhem, el P. F. C. CSKA Moscú, el F. C. Krasnodar y el Shanghái Shenhua, inició su carrera como entrenador principal después de firmar por dos años y medio con el Sabah F. K. azerí. Esa temporada lideró al equipo en la conquista de la Copa de Azerbaiyán, la primera en la historia del club, y en junio de 2025 llegó a un acuerdo para rescindir su contrato por motivos familiares.

## Selección nacional
Fue internacional con la selección de fútbol de Rusia en 101 ocasiones. Su debut como internacional se produjo el 7 de septiembre de 2002 en el partido Rusia 2 - 2 Suiza. Su primer tanto con la camiseta nacional lo anotó en 2008 en un partido contra Macedonia.
Fue convocado para participar en la Eurocopa de Austria y Suiza de 2008, donde jugó unos minutos contra Grecia y disputó la semifinal contra España saliendo como titular.
El 12 de mayo de 2014 Fabio Capello, director técnico de la selección nacional de Rusia, incluyó a Berezutski en la lista provisional de 30 jugadores que iniciaron la preparación con miras a la Copa Mundial de Fútbol de 2014. El 2 de junio fue ratificado por Capello en la nómina definitiva de 23 jugadores.

### Participaciones en Copas del Mundo
| Mundial                        | Sede   | Resultado    |
| ------------------------------ | ------ | ------------ |
| Copa Mundial de Fútbol de 2014 | Brasil | Primera fase |

## Clubes

### Como jugador
| Club                | País  | Año       |
| ------------------- | ----- | --------- |
| F. C. Moscú         | Rusia | 2000-2001 |
| P. F. C. CSKA Moscú | Rusia | 2001-2018 |

### Como entrenador
| Club        | País       | Año       |
| ----------- | ---------- | --------- |
| Sabah F. K. | Azerbaiyán | 2024-2025 |

## Palmarés

### Como jugador

#### Títulos nacionales
| Título                | Club                | País  | Año  |
| --------------------- | ------------------- | ----- | ---- |
| Copa de Rusia         | P. F. C. CSKA Moscú | Rusia | 2002 |
| Liga Premier de Rusia | P. F. C. CSKA Moscú | Rusia | 2003 |
| Supercopa de Rusia    | P. F. C. CSKA Moscú | Rusia | 2004 |
| Copa de Rusia         | P. F. C. CSKA Moscú | Rusia | 2005 |
| Liga Premier de Rusia | P. F. C. CSKA Moscú | Rusia | 2005 |
| Supercopa de Rusia    | P. F. C. CSKA Moscú | Rusia | 2006 |
| Copa de Rusia         | P. F. C. CSKA Moscú | Rusia | 2006 |
| Liga Premier de Rusia | P. F. C. CSKA Moscú | Rusia | 2006 |
| Supercopa de Rusia    | P. F. C. CSKA Moscú | Rusia | 2007 |
| Copa de Rusia         | P. F. C. CSKA Moscú | Rusia | 2008 |
| Supercopa de Rusia    | P. F. C. CSKA Moscú | Rusia | 2009 |
| Copa de Rusia         | P. F. C. CSKA Moscú | Rusia | 2009 |
| Copa de Rusia         | P. F. C. CSKA Moscú | Rusia | 2011 |
| Liga Premier de Rusia | P. F. C. CSKA Moscú | Rusia | 2013 |
| Copa de Rusia         | P. F. C. CSKA Moscú | Rusia | 2013 |
| Supercopa de Rusia    | P. F. C. CSKA Moscú | Rusia | 2013 |
| Liga Premier de Rusia | P. F. C. CSKA Moscú | Rusia | 2014 |
| Supercopa de Rusia    | P. F. C. CSKA Moscú | Rusia | 2014 |
| Liga Premier de Rusia | P. F. C. CSKA Moscú | Rusia | 2016 |

#### Títulos internacionales
| Título          | Club                | País   | Año  |
| --------------- | ------------------- | ------ | ---- |
| Copa de la UEFA | P. F. C. CSKA Moscú | Lisboa | 2005 |

### Como entrenador

#### Títulos nacionales
| Título             | Club        | País       | Año  |
| ------------------ | ----------- | ---------- | ---- |
| Copa de Azerbaiyán | Sabah F. K. | Azerbaiyán | 2025 |